# Сателіт (пошукова оптимізація)
Сателіт — це допоміжний вебсайт, який надає допомогу в просуванні основного ресурсу, певної компанії або товару чи сервісу. Нерідко сателіти роблять для того, щоб повністю або частково окупувати топ-10 видачі пошукової машини.
Часто сателіти створюються для отримання вигоди шляхом продажу посилань, побудови мереж сайтів з метою маніпулювання результатами SERP, заробітку на контекстній рекламі. Іноді у рамках мереж сателіти пов'язують між собою посиланнями для підняття статичної ваги сателітів — здійснюють так звану перелінковку.

## Типи сателітів
Розрізняють три типи сателітів:
- Статичні — сателіти, зібрані без використання якої-небудь CMS. Як правило, не оновлюються.
- Динамічні — сателіти, зроблені на базі CMS. У більшості випадків оновлюються. У зв'язку з цим мають більшу захищеність від бана в пошукових системах.
- Дорвеї — (Hallways, Metatags та клоакінґ тощо) — вид сателітів, призначених для перенаправлення трафіку на інші портали.